# (8996) Waynedwards
(8996) Waynedwards est un astéroïde de la ceinture principale.

## Description
(8996) Waynedwards est un astéroïde de la ceinture principale. Il fut découvert le 1er mars 1981 à Siding Spring par Schelte J. Bus. Il présente une orbite caractérisée par un demi-grand axe de 3,09 UA, une excentricité de 0,14 et une inclinaison de 7,0° par rapport à l'écliptique.

## Compléments